# Sida en république populaire de Chine
Une pandémie de SIDA existe dans les territoires contrôlés par la république populaire de Chine (RPC). Une part importante de la diffusion actuelle du virus de l'immunodéficience humaine (VIH) dans la RPC a pour origine l'usage de drogue par voie intraveineuse et la prostitution. En RPC, le nombre de personnes infectées par le VIH a été estimé entre 430 000 et 1,5 million, et des estimations beaucoup plus hautes existent,. Dans de nombreux secteurs ruraux de Chine, dans les années 1990, notamment dans la province du Henan, des dizaines, voire des centaines de milliers d'agriculteurs et de paysans ont été infectés par le VIH lors de leur participation à des programmes d'État de collecte de sang dans lesquels l'équipement contaminé était remployé,.
La RPC n'est pas encore près de ce que beaucoup considéreraient comme une épidémie de sida étendue, mais le taux d'infection (incidence) s'est élevé brusquement, et une éruption importante dans un pays aussi grand que la RPC pourrait influer significativement les économies à la fois en Chine et dans le monde dans son ensemble. La réponse sous-jacente du gouvernement au VIH/SIDA est maintenant de l'ordre de l'intervention préemptive.
En 2008, le SIDA est devenue la maladie la plus meurtrière en Chine avec 6 897 décès. Le nombre de Chinois atteints par le VIH a doublé lors des neuf derniers mois de 2008.
Depuis 2010, les autorités sanitaires de la Chine Populaire annoncent entre 15 000 et 26 000 décès annuels, un chiffre décrié, et contesté par de nombreux experts, dont certains de l'OMS, qui annoncent un bilan humain bien plus élevé, surtout pour ce pays de plus de 1 milliard d'habitants, mais les informations manquent. Certains experts avancent un chiffre d'au moins 200 000 morts par an, du SIDA en Chine, un chiffre qui serait proche de celui du Nigeria, en Afrique, un pays six fois moins peuplé que la Chine Populaire.   

## Épidémiologie

Nombre de cas rapportés de contamination par le VIH par province en 2005

En 2009, l'ONUSIDA estimait le nombre de porteurs du VIH en Chine à 740 000.
Le traitement de la maladie du sida en Chine se découpe en 3 périodes :
1. La première phase se déroule du milieu des années 1980 au début des années 1990. Le nombre de cas diagnostiqués en Chine est faible, la Chine se limite à interdire l'importation des produits sanguins et à contrôler les déplacements d'étrangers.
2. Entre les années 1990 et le début des années 2000, la maladie se développe avec la collecte de sang. Les autorités chinoises ne prennent pas la mesure de l'épidémie et se contentent de surveiller deux populations à risque : les prostituées et les consommateurs de drogue. Elles valorisent par ailleurs une « morale sexuelle saine ».
3. Puis en novembre 2002, l’irruption du SRAS[9], qui a provoqué une épidémie mondiale en mai 2003, conduit les autorités à prendre en compte l'importance de l’épidémie de sida et à engager une politique de prévention et de soins.

### Contamination par la prostitution
En 2007, les cas de SIDA en Chine étaient estimés à 85 000 avec 700 000 séropositifs. Le directeur du Bureau municipal de la santé publique de Pékin indique qu'uniquement « 46,5 % des 90 000 travailleurs du sexe de la ville utilisent des préservatifs ». Comme il n'existe pas de programme de dépistage spécifique au milieu de la prostitution, le taux de transmission du VIH parmi les prostituées de Pékin n'est pas connu.  
La prostitution et la consommation de drogues par voies intraveineuses sont à l'origine de la transmission de la majorité des cas de SIDA en Chine.

### Affaire du sang contaminé
Dans les années 1990, dans la province du Henan, les autorités, et notamment Liu Quanxi, directeur de la Santé du Henan, ont été responsables de la transmission du virus à très grande échelle par transfusion sanguine. Les dons étant rémunérés, les donneurs (essentiellement des paysans pauvres) affluaient en masse, alors que les conditions sanitaires étaient précaires et qu'il n'y avait aucun suivi des produits. La contamination a même touché les donneurs, du fait de la réutilisation des aiguilles, un manque de stérilisation, et de la réinjection du sang d'autres donneurs après extraction du plasma. Cette épidémie a décimé la province, avec de nombreux orphelins ; on estime que certains villages, dits « villages du SIDA », ont été touchés à 80 %. Ces pratiques n'ont été interdites qu'en 1998. L'affaire a été révélée par le docteur Gao Yaojie en 1996,.
On suppose que les autorités locales ont eu l'appui du pouvoir central ; ainsi, le docteur Gao Yaojie n'a pas pu se rendre à New York recevoir le prix Jonathan Mann à l'ONU en 2001. Le gouverneur de la région de l'époque, Li Changchun, est tenu en partie responsable pour la politique menée dans la région du Henan. On peut également signaler l'enlèvement le 24 août 2002 de Wan Yanhai, fondateur de l'association Aizhi Action Project, qui avait contribué à diffuser l'information sur ce scandale ; il fut libéré le 20 septembre. Ma Shiwen, un des responsables de la Santé du Henan, fut arrêté en août 2003 pour avoir révélé des secrets sur le scandale du sang contaminé. L'activiste Hu Jia, proche de  Wan Yanhai, et qui passait plusieurs mois par an dans les « villages du SIDA » entre 2002 et 2005 a été arrêté à plusieurs reprises depuis 2006 pour être incarcéré le 27 décembre 2007.
Les autorités ayant totalement abandonné à leur sort les personnes contaminées, des émeutes ont eu lieu. Certains ont même tenté de contaminer des habitants de la ville de Tianjin en les piquant avec des aiguilles infectées en signe de protestation.
Au total, la population de 23 provinces (sur 30) serait concernée par les conséquences de ces pratiques, et notamment le Henan, l'Anhui, le Hubei et le Hebei, avec des centaines de milliers, voire selon certains plus d'un million de personnes contaminées.

## Discrimination des personnes infectées
Selon une enquête du Centre chinois de Contrôle et de Prévention des maladies rapportée par Radio86, 50 % des personnes interrogées pratiquent une forme de discrimination envers les malades du SIDA. Le  29 juillet 2009, l'association Yi Ren Ping luttant contre les discriminations touchant les personnes infectées par les virus du SIDA et de l'hépatite B en Chine fut perquisitionnée par la police.

## Militants engagés dans la lutte contre le SIDA
- Wan Yanhai est un des plus éminents militants chinois en matière de SIDA. Il a fondé l'Institut d'Aizhixing de Santé Éducation, une ONG contre le SIDA (Aizhi Action Project). En juillet 2000, l'écrivain Wang Lixiong a présenté Hu Jia, un dissident célèbre actuellement emprisonné en Chine, à Wan Yanhai. Hu Jia s'est impliqué dans la prévention du SIDA et a pris une part active dans l'Institut d'Aizhixing de Santé Éducation. En tant que fondateur de l'ONG Loving Source, Hu Jia s'est impliqué dans l'aide aux personnes souffrant du SIDA, dont des orphelins, principalement dans la province du Henan. Entre 2002 et 2005, Hu Jia a passé plusieurs mois par an dans les « villages du SIDA » de cette région où des paysans très pauvres ont été victimes de contaminations sanguines à grande échelle dans des centres de transfusion. « Beaucoup de gens mouraient, se souvient-il ; en tant que bouddhiste, il m'incombait de passer du temps avec eux pour alléger leurs souffrances. »

- Wangdu, ancien moine tibétain, s'est engagé dans la lutte contre le VIH/SIDA en travaillant avec des institutions australiennes (le AusAID, puis le Burnet Institute) impliquées depuis 2001 dans la prévention à Lhassa au Tibet, notamment auprès des prostituées. Wangdu a été arrêté le 14 mars 2008, au moment des manifestations à Lhassa auxquelles il n’a pas pris part, il est condamné à la prison à vie, accusé d’espionnage et de transfert d’information à l’étranger.

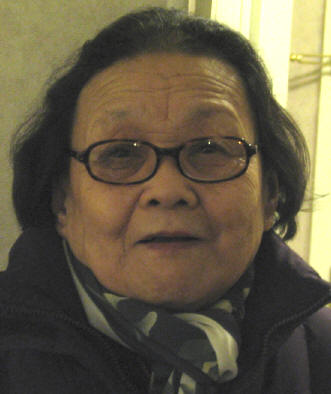
Dr Gao Yaojie.

- Le Dr Gao Yaojie (chinois : 高耀潔 ; pinyin : Gāo Yàojié) est une personnalité chinoise: gynécologue de formation, elle s'est fait connaître par ses travaux universitaires, mais surtout par son activisme anti-sida à Zhengzhou, dans la province chinoise de Henan. Elle a vu son action récompensée par les Nations unies et diverses organisations occidentales. À la suite des persécutions dont Gao Yaojie  est victime de la part des autorités depuis 10 ans, elle a indiqué en décembre 2009 qu'elle devait quitter la Chine pour pouvoir continuer à dire la vérité sur l'épidémie du sida :

« Je vais peut être devoir mourir en terre étrangère. Mais si je veux dire la vérité sur l'épidémie du Sida en Chine, je n'ai pas le choix ».
Depuis le début des années 2010, le gouvernement de la Chine Populaire annonce régulièrement entre 20 000 et 26,000 décès annuels du SIDA en RPC[réf. souhaitée], mais pour certains experts[Lesquels ?], de tels chiffres sont ridicules, et inférieurs aux 170 000 morts annuels enregistrés en Inde, pays qui dépasse le milliard d'habitants, ou de nombreux tabous religieux masquent aussi un grand nombre de victimes, qui ne sont pas signalés morts du SIDA. De nombreux experts estiment qu'il y a au moins 200 000 morts du SIDA annuels en Chine, un chiffre qui est tout à fait dans les proportions sanitaires d'un État qui affiche plus d'un milliard quatre cents millions de citoyens, surtout avec ses scandales sanitaires connus, un chiffre proche des 200,000 morts annuels du Nigeria, en Afrique, un pays pourtant six fois moins peuplé. Les dirigeants chinois affichent ainsi un chiffre ridicule qui tourne autour de 20 000 à 26,000 décès annuels du SIDA, alors que de nombreux experts affirment que le chiffre est au moins dix fois plus élevé : les mensonges et fausses statistiques masquent une grande corruption, de larges incompétences[non neutre], et surtout, un drame et un désastre sanitaire. Le manque de transparence de la Chine Populaire laisse craindre le pire, surtout en sachant que si elle dévoilait les vrais chiffres, elle pourrait avoir[réf. souhaitée] une aide substantielle et efficace, de l'OMS, tout comme d'autres États, dont le Japon, et la Corée du sud.